# Ricerche filosofiche sull'essenza della libertà umana
Ricerche filosofiche sull'essenza della libertà umana è un'opera scritta da Friedrich Wilhelm Joseph von Schelling nel 1809 che, assieme allo scritto Filosofia e religione (1804), ne costituisce la fase "teosofica" (o della "filosofia della libertà").  

## Tematiche
In essa Schelling vede la libertà umana come non incompatibile con il panteismo, ossia il Deus sive Natura spinoziano. 
In questo sistema panteistico la libertà non è sacrificata in nome di una ineluttabile necessità né ha un valore meramente formale. 
Solo nell'uomo si scontrano i principi del bene e del male, dove il male non viene giudicato in maniera negativa, ma possiede una natura attiva e spirituale al pari del bene. 
Il male consiste nell'inversione del rapporto oggettivo tra principio oscuro inteso come volontà particolare, e principio luminoso in quanto volontà universale che si dà originariamente in Dio stesso. 
La ricongiunzione dei due principi può avvenire soltanto attraverso l'Amore e in questa ricongiunzione si esaurisce la spiegazione della Creazione e l'essenza della Rivelazione.

## Prima e seconda parte
Il fatalismo è una delle possibili connotazioni del panteismo ma non l'unica possibile. Ci sono diversi modi d'intendere il panteismo: come l'essere dell'uomo non al di fuori di Dio ma in Dio (e la libertà dell'uomo testimonia l'unità con Dio), come totale identificazione di Dio con le cose, teoria della quale Spinoza è considerato il massimo esponente.
Dio, però, può essere concepito solamente a partire da sé, e il finito a partire da ciò da cui deriva: ne consegue che le cose sono diverse da Dio in tutto e, qualora si sommassero tutti i derivati, non potrebbero mai trasformarsi nell'originario. Spinoza stesso non ha mai negato la differenza tra le cose e Dio.
Schelling sostiene che si è arrivati a queste incomprensioni per il modo d'intendere la copula nel giudizio nella legge d'identità. Dire «il corpo è azzurro» equivale ad affermare che quel soggetto definito corpo, è anche, sotto un altro aspetto, azzurro. Così «Dio è tutte le cose» vuol dire che le cose sono in virtù di Dio e che non c'è nessuna identità. Il panteismo si può intendere anche come Dio che esaurisce l'intera realtà e le cose, di conseguenza, non sono nulla. Però se le cose non sono, non sono neppure immanenti in Dio. Neanche questa teoria è applicabile a Spinoza poiché secondo lui le affezioni sono in quanto conseguenza della sostanza ma comunque sono.
Quello di Spinoza non è l'unico sistema coerente della ragione. Il suo limite sta nell'assenza di vita; il principio di identità deve essere inteso come unità creativa, produttiva. Il procedere delle cose da Dio è un'autorivelazione di Dio e ciò accade solo in esseri liberi, simili a lui, non in cose.
Il panteismo non è la negazione dell'autonomia e della libertà del finito ma è l'unico orizzonte teorico che permette di fondare la libertà e la consistenza del finito. Spinoza è sfociato nel fatalismo a causa di una concezione non vivente di Dio.
Fino alla scoperta della libertà, il concetto di libertà manca in tutti i sistemi, tanto in Spinoza quanto in Leibniz. L'idealismo deve partire dalla libertà e dalla volontà poiché "non c'è altro essere che il volere", deve dimostrare che la realtà ha come principio la libertà e occorre considerare quest'ultima come concreta possibilità dell'uomo di scegliere tra il bene e il male.

## Ricezione critica
L'opera fu accolta freddamente da Hegel, per il quale «Schelling ha pubblicato un trattato sulla libertà: esso è di natura profonda, speculativa; ma sta a sé, isolato, mentre in filosofia nulla di isolato può essere sviluppato».
Heidegger ne diede invece un giudizio entusiasta, giudicandolo «il trattato che scuote la Logica di Hegel prima ancora della sua apparizione!». Ad esso dedicherà, nel 1936, il corso accademico Schelling. Il trattato del 1809 sull'essenza della libertà umana.